# Åsa Pedersen
Åsa Helena Pedersen (30 de noviembre de 1973) es una deportista sueca que compitió en lucha libre. Ganó una medalla de oro en el Campeonato Mundial de Lucha de 1990, en la categoría de 47 kg.

## Palmarés internacional
| Campeonato Mundial | Campeonato Mundial | Campeonato Mundial | Campeonato Mundial |
| Año                | Lugar              | Medalla            | Categoría          |
| ------------------ | ------------------ | ------------------ | ------------------ |
| 1990               | Luleå (Suecia)     | Medalla de oro     | 47 kg              |